# Mirakelskinn
Mirakelskinn (Atheloderma mirabile) är en svampart som beskrevs av Parmasto 1968. Enligt Catalogue of Life ingår Mirakelskinn i släktet Atheloderma, ordningen Hymenochaetales, klassen Agaricomycetes, divisionen basidiesvampar och riket svampar, men enligt Dyntaxa är tillhörigheten istället släktet Atheloderma, familjen Rickenellaceae, ordningen Hymenochaetales, klassen Agaricomycetes, divisionen basidiesvampar och riket svampar. Arten är reproducerande i Sverige. Inga underarter finns listade i Catalogue of Life.